# Магаш (приток Сакмары)
Магаш — река в России, протекает по территории Баймакского района Башкортостана. Устье реки находится в 623 км по правому берегу реки Сакмара. Длина реки — 29 км. Основной приток река Яманташ.

### Притоки (км от устья)
- 8,7 км: река Яманташ (лв)

## Данные водного реестра
По данным государственного водного реестра России относится к Уральскому бассейновому округу, водохозяйственный участок реки — Сакмара от истока до впадения реки Большой Ик. Речной бассейн реки — Урал (российская часть бассейна).